# Лорен Міллер
Лорен Баркер Міллер (англ. Loren Barker Miller; 20 червня 1906 року — 23 травня 1958 року) — дослідник муніципального управління, громадський реформатор і лібертаріанський активіст першої половини 20 століття.

## Життєпис
Лорен Міллер народився 20 червня 1906 року у місті Міноміні, Мічиган, у сім'ї Фредеріка Ф. Міллера та Флоренс Емми Баркер.
У 1928 році Міллер закінчив Мічиганський університет, здобувши ступінь бакалавра мистецтв. У 1929 році Міллер одружився з Мері Лоретто Бойл. Після закінчення університету Міллер працював у детройтському бюро урядових досліджень, дослідницькій компанії Dunn & Bradstreet та ньюаркському Бюро муніципальних досліджень.
У 1932 році Міллер допоміг Вільяму Волкеру — бізнесмену та меценату з Канзас-Сіті, Міссурі, заснувати благодійну організацію Фонд Вільяма Волкера, яка згодом стала відомою підтримкою прихильників лібертаріанства та консерватизму. У 1933 році Міллер був обраний членом престижного товариства Фі Бета Каппа.
З 1941 до 1944 року Міллер очолював Інститут громадських досліджень (англ. Civic Research Institute) — громадську реформістську організацію у Канзас-Сіті, Міссурі. Інститут був заснований, зокрема, за допомогою Міллера, а також місцевого підприємця Вільяма Волкера. У пресі писали, що Волкер вважав Міллера добре поінформованим та компетентним громадським дослідником, і за його сприяння виділяв кошти на освіту для студентів Університету Вейна. Як директор Інституту громадських досліджень Міллер виступав на різних заходах, присвячених питанням урядування. Так, у квітні 1941 року Міллер виступив на Конференції громадян штату Міссурі та обговорював можливості економії в урядуванні.
У 1944 році Міллер очолив детройтське Бюро урядових досліджень, в якому раніше працював. У 1951 році бюро було реорганізовано у Раду громадських досліджень (англ. Citizens Research Council), яку Міллер очолював до своєї смерті. На цій посаді Міллер відзначився тим, що очолив широкомасштабне дослідження, що проводилось так званою «маленькою комісією Гувера» — спільний комітет законодавчого органу Мічигану, завданням якого було вивчити проблеми ефективності урядування в Мічигані. Комітет був створений на заклик губернатора Мічигану Кіма Сіґлера, і продовжив свою діяльність під час губернаторства Ґерхарда Меннена Вільямса. Керівником дослідження комітету став Міллер. Завданням Ради громадських досліджень у цьому проєкті було збирати факти. Проєкт фінансувався частково з фінансів штату Мічиган та приватних коштів.
У рамках цього дослідження Міллер організував роботу 45 дослідників, 15 з яких були обрані губернатором Мічигану, а 30 — спільним комітетом законодавчого органу Мічигану. У проведенні дослідження Міллер взяв за приклад роботу Комісії Гувера —  призначеної у 1947 році президентом США Гаррі Труменом комісії з організації виконавчої влади, метою якої було розробити рекомендації з адміністративних змін у федеральному уряді США. Члени комітету відвідали декілька східних штатів, щоб зрозуміти, що можна почерпнути з їхнього досвіду.
Міллер створив 30 оперативних груп, кожній з яких він призначив відповідальність за функцію чи групу пов'язаних функцій чи відомств. Так, були створені групи, які вивчали наступні функції урядування: поліція штату; працівники та зайнятість; управління пенсіями; виплати ветеранам; ліцензування та регулювання професій; управління доходами штату; управління виборами штату; відомства охорони здоров'я; управління персоналом; управління фіскальною політикою; законодавча влада; контроль над обігом алкоголю; управління сільським господарством; послуги для водіїв та транспортних засобів; виправні установи; відомства з охорони природи; освітні установи; департамент доріг; управління документаційними процесами; опис та контроль майна; функції штату з оподаткування місцевого майна; відділ закупівель; рекламно-пропагандистські відомства; управління соціального забезпечення; інженерія та менеджмент будівель; регуляторні відомства; департамент аеронавтики; загальний менеджмент уряду штату; департамент автомобільного парку. Кожна з оперативних груп за результатами дослідження видавала доповідь, в якій містились рекомендації.
Найбільш гучними стали доповіді «Управління персоналом» та «Управління фіскальною політикою». У доповіді «Управління персоналом» зазначалось про «жахливі недоліки у виконанні службових функцій» Комісією з цивільної служби штату, хоча і відмічалось, що принцип призначення на посади за заслугами був міцно вкорінений у роботі Комісії. Серед недоліків роботи Комісії вказувалась відсутність високих стандартів на всіх етапах управління персоналом. Доповідь рекомендувала, щоб відповідальність за управління персоналом покладалася на одного директора з персоналу, який би підпорядковувався губернатору штату та відповідав за те, щоб всі установи, коли йдеться про управління персоналом, діяли за принципом призначення на посади на підставі заслуг.
У доповіді «Управління фіскальною політикою» зазначалось, що методи, якими законодавці Мічигану регулювали фіскальну політику, були застарілими, та, що Адміністративна рада штату та Надзвичайна бюджетна комісія штату були «п'ятим колесом» у возі та створювали проблеми, заплутуючи питання відповідальності.
Міллер підсумував рекомендації оперативних груп у доповіді «Загальна адміністрація уряду штату Мічиган». У доповіді пропонувалось реорганізувати існуючи тоді 115 установ у 40 чи 41, голови шести з яких мають бути виборними. Виборними головами мали бути: губернатор, лейтенант-губернатор, секретар штату, скарбник, дорожний комісар, члени правління Мічиганського університету та члени Сільськогосподарської ради. У липні 1953 року Міллер заявив, що за чотири роки було імплементовано двадцять змін, і додав, що це «навряд чи можна назвати вражаючим, якщо порівняти із роботою, яку ще залишилося зробити».
Міллер помер у Детройті, Мічиган, 23 травня 1958 року.

## Вплив на лібертаріанський рух
Міллера називають раннім лібертаріанським активістом, який досяг успіху в залученні таких бізнесменів, як Вільям Волкер, Гарольд Лухноу, П'єр Ґудріч, Генрі Вівер і Герберт Корнелл, до лібертаріанської справи. Маквайкер пише, що «сучасне американське лібертаріанство має глибоке коріння в політичній філософії Міллера та багатьох людей та організацій, які зрештою покладалися на фінансову підтримку Фонду Вільяма Волкера».
Лібертаріанські погляди Міллера приписують висновкам, які він зробив в ході своєї роботи муніципального дослідника: начебто вивчення проблем урядування змусило його зрозуміти, що хороший уряд є неможливим. Водночас, відповідно до Маквайкера, Міллер вважав, що єдиним хорошим урядом є мінімальний уряд, який робить якомога менше, тоді як благодійні організації та бізнес замінюють більшість функцій соціального забезпечення. Усі, кого Міллер наймав до Бюро урядових досліджень, повинні були прочитати пам'ятку, в якій були викладені лібертаріанські принципи, і погодитися використовувати цей документ як керівництво у своїй роботі.
Міллер був довіреним радником основних фондів, що фінансували лібертаріанські та праві ініціативи: Фонду Ерхарта, Фонду Релма та Фонду Вільяма Волкера. Будучи довіреним радником благодійних фондів, Міллер виступав за систематичний підхід та стратегічне бачення на противагу швидкому розв'язанню проблем. Так, Міллер був переконаний, що варто підтримувати студентів-аспірантів.
Міллер допоміг Леонарду Ріду, засновнику Фонду економічної освіти, знайти гроші, щоб купити приміщення для штаб-квартири Фонду. Крім того, Міллер познайомив економіста австрійської школи Фрідріха Гаєка із бізнесменом, філантропом та головою Фонду Вільяма Волкера Гарольдом Лухноу, на погляди якого дуже вплинула книга Гаєка «Шлях до рабства».
Завдяки впливу Міллера на Гарольда Лухноу Фонд Вільяма Волкера став рушійною силою та джерелом фінансування, завдяки яким група американських економістів і популяризаторів лібертаріанства поїхала на перше засідання Товариства «Мон-Пелерен» до Швейцарії. Міллер також брав участь у першому засіданні товариства. Крім того, Міллер переконав Лухноу, щоб Фонд Вільяма Волкера фінансував виплату зарплатні вченому Людвігу фон Мізесу, який викладав у Нью-йоркському університеті, та Фрідріху Гаєку, який викладав у Чиказькому університеті, оскільки університети відмовлялись платити їм зарплатню.
На початку створення Фонду Ерхарта, коли сім'я Ерхартів вирішувала, які напрями підтримувати через фонд, Міллер організував зустріч голови Фонду Економічної Освіти Леонарда Ріда та журналіста Фелікса Морлі з однією зі скептично налаштованих доньок Ерхарта, щоб переконати її, що лібертаріанська економічна освіта варта грошей Ерхартів.

## Особисте життя
У Міллера були два сини — Бойл та Пол.

## Вшанування пам'яті
Фонд Вільяма Волкера вшанував пам'ять Міллера на сторінцках-присвятах у перекладених на англійську виданнях робіт Фредеріка Бастіа «Економічні софізми», «Економічні гармонії» та «Вибрані есе з політичної економії»: «Цей том присвячений пам'яті Лорена Баркера Міллера, для якого Фредерік Бастіа став натхненням і викликом у його зусиллях із захисту людської свободи, коли він керував урядовими дослідженнями в Ньюарку, Канзас-Сіті та Детройті, а також, як у пошуку кращих відповідей на нагальні проблеми, так і в тому, щоб надихнути гострі молоді уми на нову відданість порядності та лідерству в державних справах.»